# Vasilīs Dīmītriadīs
Vasilīs Dīmītriadīs (in greco: Βασίλης Δημητριάδης; Salonicco, 1º febbraio 1966) è un ex calciatore greco, di ruolo attaccante.

## Palmarès

### Club
- Campionato greco: 3

AEK Atene: 1991-1992, 1992-1993, 1993-1994
- Coppa di Grecia: 1

AEK Atene: 1995-1996

### Individuale
- Capocannoniere del Campionato greco: 2

1991-1992 (28 gol), 1992-1993 (33 gol)